# Évaluation fiscale des immeubles
En droit français, l'évaluation fiscale des immeubles obéit aux dispositions des articles 684, alinéa 3 du Code général des impôts, et de l'article L. 17 du Livre des procédures fiscales.

## Textes en vigueur
D'après l'alinéa 3 de l'article 684 du Code général des impôts : « Les immeubles, quelle que soit leur nature, sont estimés d'après leur valeur vénale réelle à la date de la transmission, d'après la déclaration estimative des parties. ».
D'après l'article L. 17 du Livre des procédures fiscales : « En ce qui concerne les droits d'enregistrement et la taxe de publicité foncière ou la taxe sur la valeur ajoutée lorsqu'elle est due en lieu et place de ces droits ou taxe, l'administration des impôts peut rectifier le prix ou l'évaluation d'un bien ayant servi de base à la perception d'une imposition lorsque ce prix ou cette évaluation paraît inférieur à la valeur vénale réelle des biens transmis ou désignés dans les actes ou déclarations.
La rectification correspondante est effectuée suivant la procédure de rectification contradictoire prévue à l'article L. 55, l'administration étant tenue d'apporter la preuve de l'insuffisance des prix exprimés et des évaluations fournies dans les actes ou déclarations. ».

## Analyse
La valeur d’assiette est celle qui est déclarée dans l’acte.
L’administration des impôts peut rectifier cette évaluation lorsqu’elle parait inférieure à la valeur marchande. Cette rectification est effectuée suivant la procédure de redressement contradictoire. L’administration est tenue d’apporter la preuve de l’insuffisance des évaluations exprimées.
Mais cette preuve résulte suffisamment de la comparaison avec des ventes similaires, généralement sur la base de trois éléments de comparaison[réf. nécessaire]. Dans ce cas, le contribuable est alors tenu, soit d’accepter la modification de valeur, soit de prouver son inexactitude.
La présentation d’une étude faite par un expert ne constitue dans ce cas qu’un simple moyen de défense, ce n’est pas une preuve. S’il fournit trois éléments de comparaison probants, il pourra au moins essayer de transiger.